# Gastrorchis pulchra
Gastrorchis pulchra Humbert & H.Perrier, 1955 è una pianta della famiglia delle Orchidacee, endemica del Madagascar.